# CLOCK (genetica)
CLOCK ( acronimo inverso di circadian locomotor output cycles kaput ) è un gene che codifica per un fattore di trascrizione basico elica-ansa-elica - PAS, noto per influenzare la durata e la persistenza dei ritmi circadiani.
La ricerca dimostra che il gene CLOCK svolge un ruolo importante come attivatore di elementi a valle nel processo critico della generazione dei ritmi circadiani.

## Funzione
È stato osservato che la proteina CLOCK ha un ruolo centrale come fattore di trascrizione che regola il ritmo circadiano. Nella Drosophila, proteine CLOCK (CLK) neosintetizzate sono ipofosforilate nel citoplasma, prima di migrare nel nucleo. Una volta nel compartimento nucleare, CLK si localizza in piccole regioni per poi distribuirsi in maniera omogenea. La proteina CYCLE (CYC) (nota anche come dBMAL, ortologa della proteina BMAL1 nei mammiferi) dimerizza con CLK tramite il dominio PAS. Questo dimero recluta il co-attivatore CREB-binding protein (CBP) e viene ulteriormente fosforilato. 
Il complesso CLK-CYC si lega agli elementi E-box del promotore dei geni Period (per) e Timeless (tim) attraverso il dominio bHLH, attivando l'espressione genica di per e tim. L'accumulo di proteine period (PER) e timeless (TIM) comporta la formazione di eterodimeri PER-TIM che impediscono il legame del complesso CLK-CYC agli elementi E-box, dunque, bloccano la trascrizione di per e tim 
CLK viene iperfosforilata quando la chinasi doubletime (DBT) interagisce con il complesso CLK-CYC e PER, destabilizzando sia CLK che PER e portando alla loro degradazione.. CLK ipofosforilato si accumula, si lega alle E-box di per e tim e attiva di nuovo la trascrizione. 
Questo ciclo di fosforilazione post-traduzionale di CLK indica la sua importanza nell'impostazione dell'orologio biologico.